# Zalando
Zalando SE (Заландо СЕ) — зарегистрированная на бирже немецкая компания со штаб квартирой в Берлине. Основной вид деятельности включает доставку обуви, модной одежды и косметики по почте. Компания была основана в 2008 году Давидом Шнайдером и Робертом Генцем и имеет более 48 миллионов активных клиентов в 23 странах. Zalando активно работает в нескольких сферах бизнеса — от интернет-магазина до собственных брендов, шопинг-клуба Zalando Lounge, торговых точек в одиннадцати городах Германии, консультационной службы Zalon, а также логистических и маркетинговых предложений для ритейлеров. С помощью программы Connected Retail Zalando подключает почти 7000 стационарных розничных магазинов к своей модной платформе. В 2021 году объём продаж Zalando составил 10,4 миллиарда евро при штате около 17 000 сотрудников. Акции компании входят в состав индекса DAX. В списке крупнейших компаний мира Forbes Global 2000 за 2022 год Zalando заняла 1706-е место.

## История
Компания Zalando была основана в Берлине в 2008 году Давидом Шнайдером и Робертом Генцем с инвесторами капитала тремя братьями Самвер. Шнайдер, Генц и Оливер Самвер познакомились во время учёбы в WHU — Otto Beisheim School of Management. Образцом для Zalando послужила американская компания Zappos, занимающаяся доставкой по почте. Название также происходит от испанского слова, обозначающего обувь «zapatos» и более ранней компании Оливера Самвера «alando».
В 2009 году компания расширила операционную зону, включив в неё Австрию. В то же время ассортимент был расширен за счет моды и одежды. Zalando начала предлагать на рынке собственные коллекции и лейблы. В конце 2010 года компания была лидером рынка онлайн-доставки обуви, но сообщила об убытках в размере 20 миллионов евро. Компания также осуществляет поставки в Швейцарию с октября 2011 года. В 2011 году оборот компании составил более 500 миллионов евро. При этом был зафиксирован убыток в размере 60 миллионов евро. Zalando привлекал внимание потребителей благодаря привлекательной телевизионной рекламе. Ежемесячные расходы на рекламу в 2011 году исчислялись десятками миллионов, а в январе 2012 года сократились до пяти миллионов евро из-за больших убытков.
C 2012 года компании принадлежит магазин Outlet Store Berlin. В июле 2012 года было объявлено, что компания объединяет часть разработки программного обеспечения в Дортмунде. Помимо складов в коммуне Гросберен, где в июле 2012 г. работало 1000 сотрудников, и в коммуне Бризеланг, где в июне 2012 г. работало 900 сотрудников, есть еще один склад в городе Эрфурт, на котором в августе 2012 г. работало 350 сотрудников. Осенью 2012 года началось строительство логистического центра в городе Менхенгладбах. Убыток в 2012 году составил 92 миллиона евро. В этот период коэффициент возврата товара составлял примерно 50%. В 2013 финансовом году объем продаж Zalando составил 1,8 миллиарда евро.
В декабре 2013 года компания была преобразована из общества с ограниченной ответственностью (GmbH) в акционерное общество (AG). Весной 2014 года Zalando объявила, что изменит свое юридическое лицо на европейскую акционерную компанию (SE), чтобы иметь возможность унифицировано участвовать в европейских деловых операциях. В октябре 2014 года компания разместила свои акции на Франкфуртской фондовой бирже.
Магазин премиум-класса EMEZA и магазин под собственной торговой маркой KIOMI были закрыты в 2013 году. В апреле 2015 года компания открыла дополнительный технологический центр в Дублине. Еще одна технологическая площадка была открыта в Хельсинки в конце лета 2015 года. В 2015 году генеральный директор компании Дэвид Шнайдер объявил, что Zalando возьмет на себя неплатежеспособную ведущую берлинскую выставку городской уличной одежды Bread & Butter. В июле 2015 года компанией была проведена ярмарка одежды в аэропорту Темпельхоф. В ноябре 2015 года Zalando представила свои планы строительства нового комплекса под названием Zalando Campus в районе Берлин-Фридрихсхайн. В апреле 2017 года Zalando объявила об аренде дополнительных 34 000 квадратных метров офисных площадей на Куврибрахе в районе Берлин-Кройцберг.
В начале июня 2018 года Zalando объявила о выходе на рынки Ирландии и Чехии. В 2018 году Zalando начала продавать онлайн косметику. В конце июля 2018 года Zalando открыла свой первый магазин косметики в Берлине под названием Beauty Station. В декабре 2019 года компания объявила о продаже магазина уличной одежды Kickz Never Not Ballin, который она приобрела всего двумя годами ранее. Продажа мюнхенской Play Hard Group была завершена в марте 2020 года.
После вспышки пандемии COVID-19 в Германии Zalando объявила о программе сбережений в размере 350 миллионов евро в апреле 2020 года. По словам компании, снижение затрат должно помочь избежать сокращения рабочих мест. В апреле 2020 года Zalando также начала партнерство с Unibail-Rodamco-Westfield Germany, оператором торгового центра, чтобы предоставить розничным продавцам доступ к своим онлайн-сервисам. Также в 2020 году была приобретена дочерняя компания ETH Fision. В 2021 году стало известно, что Zalando хочет арендовать небоскрёб Prime Tower в Цюрихе.

## Собственники и руководство
Основная часть акций принадлежит институциональным инвесторам, крупнейшие из них: Baillie Gifford (11,26 %), Allianz Global Investors (5,04 %), Vanguard World Funds (5,00 %), BlackRock (4,97 %), Morgan Stanley (4,82 %), T. Rowe Price (4,79 %). Вторым крупнейшим акционером (10 %) является Андерс Хольк Поульсен (Anders Holch Povlsen), датский миллиардер, владелец компании Bestseller (международная сеть магазинов одежды).
Сооснователи компании, Роберт Генц и Давид Шнайдер, занимают пост главных исполнительных директоров компании, им на двоих принадлежит 5,16 % акций компании.
Наблюдательный совет компании возглавляет Кристина Стенбек (Cristina Stenbeck).

## Деятельность
Zalando работает в 23 странах Европы, у неё 12 логистических центров в 7 странах. Товарооборот компании за 2021 год составил 14,35 млрд евро, у компании было 48,5 млн активных клиентов; в среднем на одного клиента пришлось 5 покупок на 56,9 евро. За год сайт компании посетили 7,46 млрд раз.